# Evgheni Kuznețov
Evgheni Kuznețov (n. 12 aprilie 1990, Stavropol, RSFS Rusă, URSS) este un săritor în apă ce a reprezentat Rusia, medaliat olimpic. A participat la 3 ediții ale Jocurilor Olimpice (2012, 2016, 2020) în care a câștigat o medalie de argint.